# Crkvine, Kolašin
Crkvine este un sat din comuna Kolašin, Muntenegru. Conform datelor de la recensământul din 2003, localitatea are 24 de locuitori (la recensământul din 1991 erau 33 de locuitori).

## Demografie
În satul Crkvine locuiesc 22 de persoane adulte, iar vârsta medie a populației este de 46,7 de ani (49,8 la bărbați și 44,8 la femei). În localitate sunt 9 gospodării, iar numărul mediu de membri în gospodărie este de 2,67.
|  |

| Demografie | Demografie | Demografie |
| An         | Locuitori  | Locuitori  |
| ---------- | ---------- | ---------- |
|            |            |            |
|            |            |            |
|            |            |            |
|            |            |            |
| 1948       | 64         |            |
| 1953       | 60         |            |
| 1961       | 52         |            |
| 1971       | 44         |            |
| 1981       | 40         |            |
| 1991       | 33         | 33         |
| 2003       | 24         | 24         |

| \| Componența etnică conform recensământului din 2003[2] \| Componența etnică conform recensământului din 2003[2] \| Componența etnică conform recensământului din 2003[2] \| Componența etnică conform recensământului din 2003[2] \| Componența etnică conform recensământului din 2003[2] \| \| ----------------------------------------------------- \| ----------------------------------------------------- \| ----------------------------------------------------- \| ----------------------------------------------------- \| ----------------------------------------------------- \| \| \| \| \| \| \| \| Muntenegreni \| Muntenegreni \| \| 16 \| 66,66% \| \| Sârbi \| Sârbi \| \| 8 \| 33,33% \| \| necunoscută \| necunoscută \| \| 0 \| 0% \| |              |  |    |        |
| Componența etnică conform recensământului din 2003 |              |  |    |        |
| |              |  |    |        |
| Muntenegreni | Muntenegreni |  | 16 | 66,66% |
| Sârbi | Sârbi        |  | 8  | 33,33% |
| necunoscută | necunoscută  |  | 0  | 0%     |